# 1988年カルガリーオリンピックのカナダ選手団
1988年カルガリーオリンピックのカナダ選手団（1988ねんカルガリーオリンピックのカナダせんしゅだん）は、1988年2月13日から2月28日までカナダのカルガリーで開催された1988年カルガリーオリンピックのカナダ選手団、およびその競技結果。

## 概要
今大会は開催国であったが金メダルの獲得は無く、銀メダル2個、銅メダル3個の合計5個のメダルとなった。

## メダル
| メダル | 選手名                                      | 競技               | 種目               |
| ------ | ------------------------------------------- | ------------------ | ------------------ |
| 銀     | ブライアン・オーサー                        | フィギュアスケート | 男子シングル       |
| 銀     | エリザベス・マンリー                        | フィギュアスケート | 女子シングル       |
| 銅     | カレン・パーシー                            | アルペンスキー     | 女子滑降           |
| 銅     | カレン・パーシー                            | アルペンスキー     | 女子スーパー大回転 |
| 銅     | トレイシー・ウィルソン ロバート・マッコール | フィギュアスケート | アイスダンス       |